# Frison
Il Frison è un torrente alpino che nasce in comune di Vigo di Cadore, sull'altopiano di Casera Razzo, non lontano dalla Sella Ciampigotto. Percorre tutta la Val Frison e, giunto presso Campolongo, sfocia nel Piave.
Separa il Sottogruppo delle Tre Terze a nord dal Gruppo dei Brentoni a sud.